# Železniční viadukt v Řeporyjích
Železniční viadukt v Řeporyjích je železniční most na trati Praha – Rudná u Prahy – Beroun, který překračuje silnici K Zadní Kopanině. Od roku 1997 je chráněn jako nemovitá kulturní památka České republiky. Dochoval se v poměrně autentickém stavu.

## Historie
Viadukt postavený v pozdně klasicistním stylu vznikl ve 2. polovině 19. století.

## Popis
Viadukt postavený v železničním náspu má boční opěrné stěny. Neomítané zdivo je z lomového kamene. Půlkruhový oblouk je z lícovaných světlých vápencových kvádrů se zvýrazněným klenákem ve vrcholu. Vápencové nárožní kvádry byly použity i na části nároží opěrné zdi náspu. Horní šikmé plochy opěrných zdí i římsa nad obloukem jsou kryty vápencovými deskami. Vnitřní podhled klenby byl vybudován také z lomového zdiva.